# Heteropoda pingtungensis
Heteropoda pingtungensis là một loài nhện trong họ Sparassidae.
Loài này thuộc chi Heteropoda. Heteropoda pingtungensis được miêu tả năm 2006 bởi Zhu & Tso.